# Nemertesia ventriculiformis
Nemertesia ventriculiformis är en nässeldjursart som först beskrevs av Marktanner-Turneretscher 1890.  Nemertesia ventriculiformis ingår i släktet Nemertesia och familjen Plumulariidae. Inga underarter finns listade i Catalogue of Life.